# Lemaireodirphia hoegei
Lemaireodirphia hoegei is een vlinder vlinder van de familie nachtpauwogen (Saturniidae). De wetenschappelijke naam is, als Dirphia hoegei, voor het eerst gepubliceerd in 1886 door Herbert Druce. De combinatie in Lemaireodirphia werd in 2012 gemaakt door Ronald Brechlin & Frank Meister.

## Synoniemen
- Dirphia rufa Bouvier, 1930